# Isaac Newton Wallop (5e comte de Portsmouth)
Isaac Newton Wallop, 5e comte de Portsmouth  (11 janvier 1825 - 4 octobre 1891) est un pair britannique. 

## Jeunesse
Il est né sous le nom d'Isaac Newton Fellowes, mais reprend plus tard le nom de famille et les armes de Wallop lorsqu'il devient pair en 1854,. Il est le fils de Newton Fellowes (4e comte de Portsmouth) et de Catherine Fortescue, fille de Hugh Fortescue (1er comte Fortescue). 
Il fait ses études à la Rugby School et s'inscrit au Trinity College de Cambridge. 

## Les Newton Papers
En 1872, Lord Portsmouth fait don d'une vaste collection de documents d'Isaac Newton à son Alma mater Trinity College, Cambridge, qui sont venus par la petite-nièce de Newton Catherine Conduitt, fille de John Conduitt et Catherine Barton, qui épouse John Wallop (vicomte Lymington),. 
Un comité présidé par John Couch Adams et George Gabriel Stokes est nommé par l'Université pour examiner les documents. Adams et Stokes n'ont sélectionné que les articles scientifiques de Newton, ne voulant pas ternir sa réputation d'intellectuel et de scientifique éclairé. Après avoir passé seize ans à cataloguer les articles de Newton, l'Université de Cambridge en a gardé un petit nombre et a rendu le reste au comte de Portsmouth .

## Mariage et descendance
Il épouse Lady Eveline Alicia Juliana Herbert, fille de Henry Herbert (3e comte de Carnarvon), et de sa femme Henrietta Anna Howard, fille d'Henry Thomas Howard-Molyneux-Howard (frère de Bernard Howard (12e duc de Norfolk)) le 15 février 1855,. Ils ont douze enfants: 
- Rosamond Alicia Wallop (décédée le 19 novembre 1935), épouse Augustus Langham Christie en 1882
- Eveline Camilla Wallop (décédée le 13 septembre 1894), épouse William Brampton Gurdon en 1887
- Catherine Henrietta Wallop (décédée le 21 août 1935), épouse Charles Milnes Gaskell en 1876
- Dorothea Hester Bluett Wallop (décédée le 29 décembre 1906), épouse le major Richard Nelson Rycroft, 5e baronnet. en 1886
- Gwendolen Margaret Wallop (décédée le 14 février 1943), épouse Vernon James Watney en 1891, grand-mère de Charles Lyell, 2e baron Lyell
- Henrietta Anna Wallop (décédée le 8 février 1932), épouse John Carbery Evans en 1890
- Newton Wallop (6e comte de Portsmouth) (19 janvier 1856 - décembre 1917), épouse Beatrice Mary Pease le 17 février 1885
- John Fellowes Wallop, 7e comte de Portsmouth (27 décembre 1859 - 7 septembre 1925); mort célibataire
- Oliver Wallop (8e comte de Portsmouth) (13 janvier 1861 - 10 février 1943), épouse Marguerite Walker en 1897 et a : 
  - Gerard Wallop (9e comte de Portsmouth)
  - Oliver Malcolm Wallop; père de Malcolm Wallop (en)
- Robert Gerard Valoynes Wallop (6 juillet 1864-22 août 1940)
- Arthur George Edward Wallop (12 octobre 1867-22 décembre 1898)
- Frederick Henry Arthur Wallop (16 février 1870 - 9 août 1953)

Lord Portsmouth refuse l'élévation à un marquisat et l'offre de devenir chevalier de la jarretière du Premier ministre Gladstone, les pensant «au-delà de ses mérites» . 
Il est décédé le 4 octobre 1891 à l'âge de 66 ans et est remplacé dans le comté par son fils, Newton Wallop (6e comte de Portsmouth). 